# Iskra
Iskra (Искра en rus, l'espurna) va ser una publicació política dels emigrants socialistes russos del POSDR. Va ser dirigit per Lenin, Iuli Màrtov i Gueorgui Plekhànov.
La primera edició va ser publicada a la localitat alemanya de Stuttgart l'1 de desembre de 1900. Altres edicions es van publicar a Múnic entre 1900 i 1902 i a Ginebra des del 1903.
Durant l'estada de Lenin a Londres entre 1902 i 1903 la publicació es va editar des d'una petita oficina al número 37 de Clerkenwell Green.
En 1903 després de l'escissió del POSDR, Lenin va deixar la direcció, i el diari quedà sota control menxevic i publicat per Gueorgui Plekhànov fins al 1905. La publicació tenia una tirada de 8.000 exemplar de mitjana.
El lema d'Iskra era "Из искры возгорится пламя" ("Una espurna encendrà una flama"), una línia de la resposta d'Aleksandr Odóievski al poema d'Aleksandr Puixkin adreçat als decabristes presoners a Sibèria.
Alguns dels treballadors de la publicació van participar en la revolució d'octubre de 1917.